# بیر
بیر، روستایی در دهستان خفر بخش مرکزی شهرستان خفر در استان فارس ایران است.

## جمعیت
بر پایه سرشماری عمومی نفوس و مسکن در سال ۱۳۹۵، جمعیت این روستا برابر با ۴۱۲ نفر (۱۲۰ خانوار) بوده است.